# 비블로스

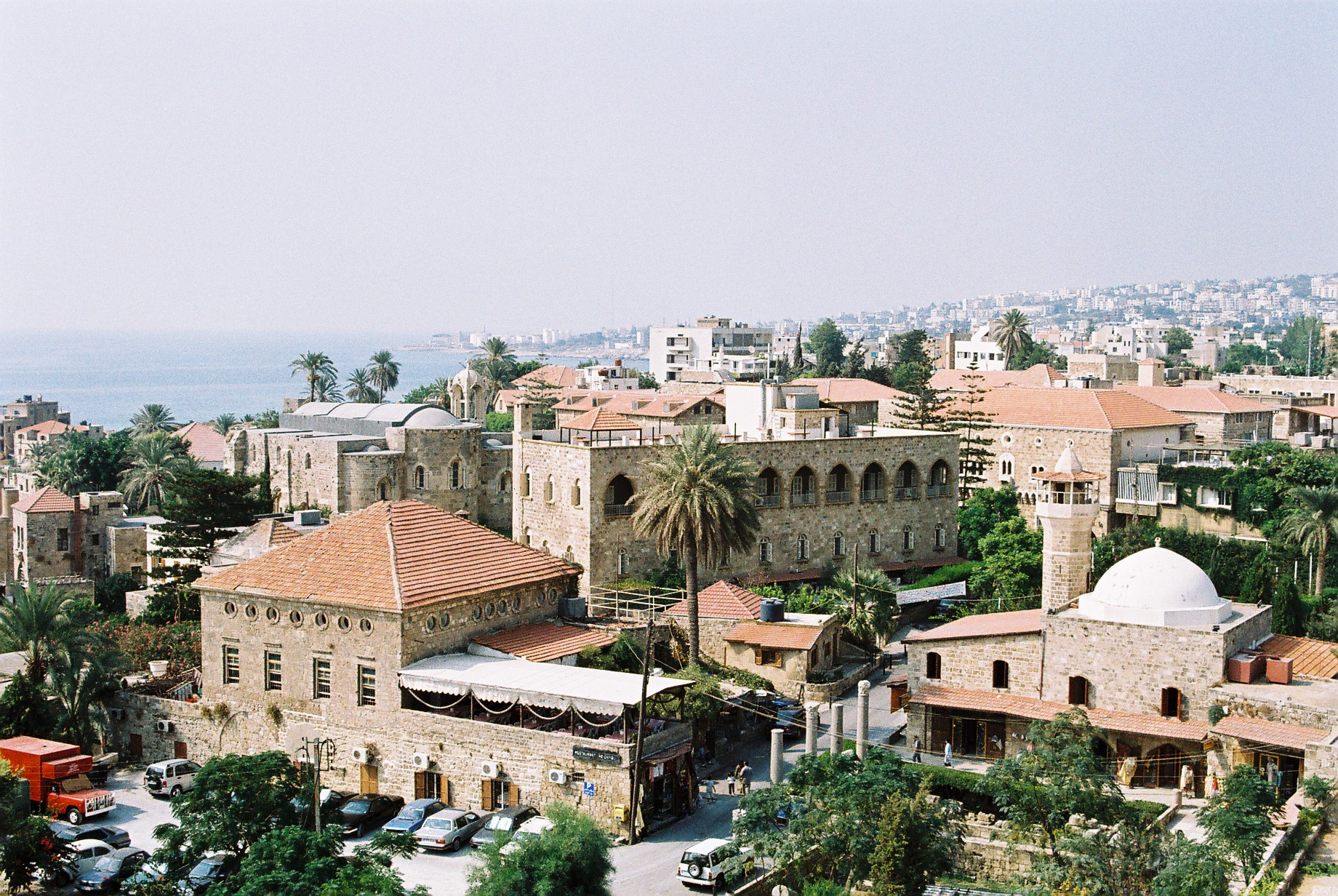

비블로스(Βύβλος)는 페니키아 도시 게발(이전이 구블라)의 그리스식 이름이다. 그곳은 현재 레바논의 레바논주 산에 있는데 현재에는 아랍식 이름 주바일이다. 그리고 십자군 전쟁에는 기벨레트라 언급되었다. 그곳은 기원전 5000년경에 창건되었다고 믿어진다. 그리고 반 신화 트로이 전쟁이전의 페니키아 사학자 산추니아톤에 의한 조각에 따르면 그곳은 최초의 도시이며 현재에도 계속 거주된 세계의 최고 오래된 도시로 믿어진다.
비블로스는 성경에 언급되어있으며 솔로몬의 사원의 건설자의 국적으로 언급된다.
이도시와 관련하여 성경이라는 뜻의 ‘bible’은 라틴어 ‘biblia’, 그리어 ‘ta biblia’에서 왔다. 이 단어는 ‘책’ 또는 ‘두루마리’를 뜻한다. 브리태니카 백과사전에 따르면, biblia라는 단어는 가장 오래된 도시 중 하나인 Byblos에서 유래됐으며, 이곳은 고대 당시에 종이 생산품을 공급하는 곳이었다고 한다.

## 참고 문헌
- Je m'appelle Byblos, Jean-Pierre Thiollet, Paris, H & D, 2005. ISBN 2 914 266 04 9